# Puerto Cabello
Puerto Cabello é um município da Venezuela localizado no estado de Carabobo.
A capital do município é a cidade de Puerto Cabello.
Além de ser um importante porto venezuelano, Puerto Cabello possui uma base naval e uma grande refinaria (El Palito). Seu centro histórico conserva marcos da arquitetura colonial espanhola, como o casario da Rua dos Lanceiros e as imponentes fortalezas do século XVIII.